# 葛飾狂想曲
《葛飾狂想曲》（日语：葛飾ラプソディー）是日本男性創作歌手堂島孝平的歌曲和第7張單曲。1997年5月1日由日本古倫美亞發行。此外這裡也記述日本斯卡曲樂團Yum！Yum！ORANGE的翻唱版本。

## 概要
《葛飾狂想曲》是富士電視台電視動畫《烏龍派出所》的第3代片頭主題曲，使用時間從1997年5月4日（第39話）至1999年7月4日（第144話）為止，後來也當作2016年9月18日播出的特別篇《烏龍派出所 THE FINAL 兩津勘吉最後的一天》的片頭曲使用。歌詞內容則是出自於漫畫原作者秋本治的意願，讓東京都葛飾區境內的地名及設施在這首歌曲中登場。

## 收錄歌曲
1. 葛飾狂想曲（葛飾ラプソディー）
  - 作詞：森雪之丞（日语：森雪之丞），作曲：堂島孝平（日语：堂島孝平），編曲：中山努、堂島孝平
2. 葛飾狂想曲 (instrumental)

## 收錄專輯
最佳專輯
- 『BEST OF HARD CORE POP！』

獨立專輯
- 『百歌選 ～主題歌～』
- 『烏龍派出所 音樂集2』（TV Size）
- 『最新&映 男子向』
- 『 男子向』

## Yum！Yum！ORANGE翻唱版
《葛飾狂想曲 ～Yum！Yum！Version～》（日语：葛飾ラプソディー ～ヤム！ヤム！Version～）是斯卡曲樂團Yum！Yum！ORANGE的第2張單曲。2003年12月17日發行。該單曲同樣被電視動畫《烏龍派出所》當作第7代片頭主題曲使用，使用時間從2003年10月12日（第326話）至2004年12月19日（第373話）為止。

### 收錄歌曲
1. 葛飾狂想曲 ～Yum！Yum！Version～（葛飾ラプソディー ～ヤム！ヤム！Version～）
  - 作詞：森雪之丞，作曲：堂島孝平，編曲：Yum！Yum！ORANGE
2. CHANGE MY LIFE
3. Don't Worry！
4. 葛飾狂想曲 -instrumental-
5. 葛飾狂想曲 -TV Version-

### 收錄專輯
原創專輯
- 『ORANGE JUICE』（#1,2,3）